# Scorzoneroides
Scorzoneroides is een geslacht uit de composietenfamilie (Asteraceae). De soorten komen voor van Europa tot in Siberië en Iran en van de Canarische eilanden tot op het Arabisch schiereiland.
In Nederland komt voor:
- Vertakte leeuwentand (Scorzoneroides autumnalis)

## Soorten
- Scorzoneroides atlantica (Ball) Holub
- Scorzoneroides autumnalis (L.) Moench - Vertakte leeuwentand
- Scorzoneroides carpetana (Lange) Greuter
- Scorzoneroides cichoriacea (Ten.) Greuter
- Scorzoneroides crocea (Haenke) Holub
- Scorzoneroides duboisii (Sennen ex Widder) Greuter
- Scorzoneroides garnironii (Emb. & Maire) Greuter & Talavera
- Scorzoneroides helvetica (Mérat) Holub
- Scorzoneroides hispidula (Delile) Greuter & Talavera
- Scorzoneroides kralikii (Pomel) Greuter & Talavera
- Scorzoneroides laciniata (Bertol.) Greuter
- Scorzoneroides microcephala (Boiss. ex DC.) Holub
- Scorzoneroides montana (Lam.) Holub
- Scorzoneroides muelleri (Sch.Bip.) Greuter & Talavera
- Scorzoneroides nevadensis (Lange) Greuter
- Scorzoneroides oraria (Maire) Greuter & Talavera
- Scorzoneroides palisiae (Izuzq.) Greuter & Talavera
- Scorzoneroides pseudotaraxaci (Schur) Holub
- Scorzoneroides pyrenaica (Gouan) Holub
- Scorzoneroides rilaensis (Hayek) Holub
- Scorzoneroides salzmannii (Sch.Bip.) Greuter & Talavera
- Scorzoneroides simplex (Viv.) Greuter & Talavera

## Hybriden
- Scorzoneroides × hugueninii (Brügger) B.Bock
- Scorzoneroides × lannesii (Rouy) B.Bock
- Scorzoneroides × nivatensis (Merino) Gallego